# فقد في المعركة

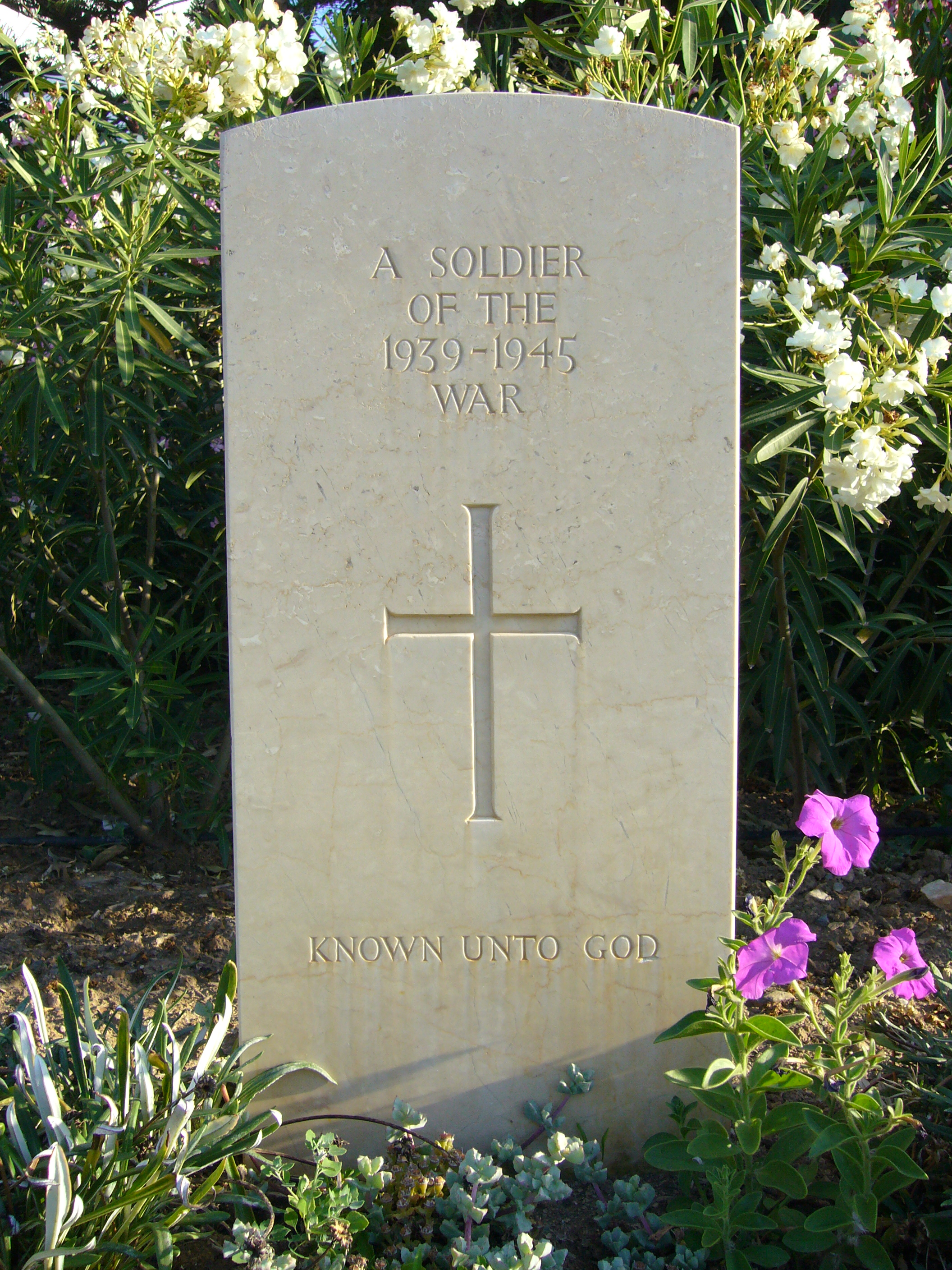
قبر جندي بريطاني مجهول قٌتل عام 1943 أثناء معركة ليروس، أُعتبر مفقودا لعدم القدرة على تحديد هويته.

فقد في المعركة (بالإنكليزية: Missing in action، وتُعرف اختصارا MIA) أحد تصنيفات الخسائر البشرية العسكرية والتي تصف فقدان أو تعذّر الاستدلال عن مكان فرد من أفراد القوات المسلحة أثناء سير العمليات العسكرية سواء تعرّض الفرد للقتل أو الإصابة أو الأسر أو الهجر أو فرّ من الجندية، كما ينطبق المصطلح أيضا على كل فرد عسكري قتيل تم العثور على جثته ولم تُستدل على هويته بشكل قاطع.

## وصلات خارجية
- (بالإنجليزية) DoD Instruction 1300.18 "Personnel Casualty Matters, Policies, and Procedures" عن وزارة الدفاع الأمريكية حول التعامل في حالة الفقدان أثناء المعارك، 8 يناير 2008.
- (بالروسية) صور استخراج بقايا جثث جنود مجهولون سوفيت وروس فُقدوا منذ الحرب العالمية الثانية.
- (بالفرنسية) موقع فرنسي يحوي تفاصيل استخراج جثث جنود ألمان فُقدوا منذ الحرب العالمية الثانية.
- (بالإنجليزية) اللجنة الأمريكية الروسية المشتركة للمفقودين وأسرى الحرب.
- (بالإنجليزية) تقرير لجنة مجلس الشيوخ لشوؤن المفقودين وأسرى الحرب من مكتبة الكونغرس.
- (بالإنجليزية) الوضع الحالي لقائمة المفقودين من الجنود الأمريكيين أثناء حرب فيتنام
- (بالإنجليزية) مدوّنة عن رحلة أرملة أمريكية إلى فيتنام لمكان حطام طائرة زوجها الراحل في منطقة كيو سون أثناء الحرب الفيتنامية